# Austinixa beherae
Austinixa beherae är en kräftdjursart som först beskrevs av Manning och Felder 1989.  Austinixa beherae ingår i släktet Austinixa och familjen Pinnotheridae. Inga underarter finns listade i Catalogue of Life.